# أولي بكا كارجالاينين
أولي بكا كارجالاينين (بالفنلندية: Olli-Pekka Karjalainen) مواليد 7 مارس 1980 في فنلندا، هو رامي مطرقة فنلندي. مثل بلاده في الأولمبياد. حقق أفضل رقم شخصي له سنة 2004 في لاهتي وهو 83.30.

## سجل المنافسة
| العام       | المسابقة                                  | المكان                | المركز      | ملاحظة      |
| يمثل فنلندا | يمثل فنلندا                               | يمثل فنلندا           | يمثل فنلندا | يمثل فنلندا |
| ----------- | ----------------------------------------- | --------------------- | ----------- | ----------- |
| 1998        | بطولة العالم للناشئين لألعاب القوى 1998   | آنسي، فرنسا           | 1           | 72.40 م     |
| 1998        | بطولة أوروبا لألعاب القوى 1998            | بودابست               | 24          | 73.13 م     |
| 1999        | بطولة العالم لألعاب القوى 1999            | إشبيلية، إسبانيا      | 11          | 75.59 م     |
| 1999        | بطولة أوروبا لألعاب القوى للناشئين 1999   | ريغا، لاتفيا          | 1           | 75.80 م     |
| 2000        | الألعاب الأولمبية الصيفية 2000            | سيدني                 | 34          | 69.64 م     |
| 2001        | بطولة أوروبا لألعاب القوى تحت 23 سنة 2001 | أمستردام، هولندا      | 2           | 80.54 م     |
| 2001        | بطولة العالم لألعاب القوى 2001            | إدمونتون، كندا        | 10          | 76.76 م     |
| 2002        | بطولة أوروبا لألعاب القوى 2002            | ميونخ                 | 8           | 78.57 م     |
| 2003        | بطولة العالم لألعاب القوى 2003            | باريس                 | 14          | 76.20 م     |
| 2004        | الألعاب الأولمبية الصيفية 2004            | أثينا                 | 15          | 76.11 م     |
| 2004        | نهائي ألعاب القوى العالمي 2004            | زومباثلي، المجر       | 1           | 81.43 م     |
| 2005        | بطولة العالم لألعاب القوى 2005            | هلسنكي، فنلندا        | 5           | 78.77 م     |
| 2005        | نهائي ألعاب القوى العالمي 2005            | زومباثلي، المجر       | 1           | 79.81 م     |
| 2006        | بطولة أوروبا لألعاب القوى 2006            | غوتنبرغ، السويد       | 1           | 80.84 م     |
| 2006        | نهائي ألعاب القوى العالمي 2006            | شتوتغارت، ألمانيا     | 6           | 78.47 م     |
| 2007        | بطولة العالم لألعاب القوى 2007            | أوساكا، اليابان       | 9           | 78.35 م     |
| 2008        | الألعاب الأولمبية الصيفية 2008            | بكين، الصين           | 6           | 79.59 م     |
| 2009        | بطولة العالم لألعاب القوى 2009            | برلين                 | 16          | 74.09 م     |
| 2010        | بطولة أوروبا لألعاب القوى 2010            | برشلونة، إسبانيا      | 10          | 73.70 م     |
| 2011        | بطولة العالم لألعاب القوى 2011            | دايغو، كوريا الجنوبية | 9           | 76.60 م     |

## روابط خارجية
- أولي بكا كارجالاينين على موقع الاتحاد الدولي لألعاب القوى (الإنجليزية)
- أولي بكا كارجالاينين على موقع اللجنة الأولمبية الدولية (الإنجليزية)
- أولي بكا كارجالاينين على موقع أوليمبيديا (الإنجليزية)